# Sonja Nef
Sonja Nef (n. 19 aprilie 1972, Heiden, Cantonul Appenzell Extern, Elveția) este o schioară elvețiană, medaliată olimpică. A participat la 2 ediții ale Jocurilor Olimpice (1998, 2002) în care a câștigat o medalie de bronz.